# Sitobion sikkimense
Sitobion sikkimense är en insektsart. Sitobion sikkimense ingår i släktet Sitobion och familjen långrörsbladlöss. Inga underarter finns listade i Catalogue of Life.